# Sandtrooper
Los soldados de arena son personajes del universo Star Wars. Son soldados de asalto del Imperio Galáctico, asignados a planetas de ambientes desérticos. Son unidades de Stormtroopers equipados con placas antisolares y más sistemas refrigerantes en su traje y casco, entrenados para resistir el inclemente calor. Los soldados de arena empleaban bestias autóctonas como montura, tal es el caso de los dewbacks, que incluso fueron transportados desde Tatooine a otros planetas por su extrema resistencia.
Un grupo de soldados de arena buscaron a los androides C-3PO y R2-D2 en el planeta Tatooine cuando llevaban los planos de la Estrella de la muerte a Obi-Wan Kenobi.
Suelen llevar una hombrera sobre el hombro derecho, que es negra en el caso de los soldados y roja o naranja para oficiales. Algunas unidades concretas emplean también un tipo de hombrera de color azul verdoso.
Usualmente no se considera a éstos soldados como tropas de élite, porque solamente son una división de los stormtroopers.
- Datos: Q9078668